# سطح (آلبوم)
سطح آلبومی از هنرمند اهل کانادا سارا مک‌لاکلن است.
این آلبوم در جدول آلبوم‌های کانادایی، در رتبه اول و در بیلبورد ۲۰۰، جزو ده آلبوم اول قرار گرفت. همچنین این آلبوم برنده چهار جایزه جونو شده‌است.

## فهرست آهنگ‌ها
همهٔ ترانه‌ها توسط سارا مک‌لاکلن، (بجز در موارد ذکر شده). موسیقی تمام آهنگ‌ها توسط پیر مارچند نوشته شده‌است.
| شماره | نام                      | نویسنده(ها)                    | مدت  |
| ----- | ------------------------ | ------------------------------ | ---- |
| ۱.    | «Building a Mystery»     | McLachlan Marchand             | ۴:۰۷ |
| ۲.    | «I Love You»             |                                | ۴:۴۴ |
| ۳.    | «Sweet Surrender»        |                                | ۴:۰۰ |
| ۴.    | «Adia»                   | McLachlan Marchand             | ۴:۰۵ |
| ۵.    | «Do What You Have to Do» | McLachlan Colleen Wolstenholme | ۳:۴۷ |
| ۶.    | «Witness»                | McLachlan Marchand             | ۴:۴۷ |
| ۷.    | «Angel»                  |                                | ۴:۳۰ |
| ۸.    | «Black & White»          |                                | ۵:۰۲ |
| ۹.    | «Full of Grace»          |                                | ۳:۴۱ |
| ۱۰.   | «Last Dance»             |                                | ۲:۳۳ |